# قمار در روسیه

قمار در روسیه تنها در چهار حوزه منطقه‌ای قانونی است و در سال ۲۰۰۹ در همه مناطق روسیه غیرقانونی شد. 
در سال ۲۰۰۹، قمار تقریباً در همه جای روسیه ممنوع شد. تنها استثناء چهار منطقه ویژه در مناطق آلتایی، کراسنودار، کالینینگراد و پریمورسکی استو